# Albert Claude
Albert Claude (24 de agosto de 1899 - 22 de mayo de 1983) fue un biólogo belga que ganó el Premio Nobel de Fisiología o Medicina en 1974.
Estudió medicina en la Universidad de Lieja (Bélgica). Durante el invierno de 1928-29 trabajó en Berlín, primero en el Institute für Krebsforschung, y luego en el Kaiser Wilhelm Institute de Dahlem. En el verano de 1929 se unió al Instituto Rockefeller. Mientras trabajaba en la Universidad Rockefeller en los años 1930 y 1940, usó el Microscopio electrónico para hacer imágenes de las células con lo cual profundizó el conocimiento científico de la estructura celular y sus funciones. También desarrolló un método por centrifugación diferencial, que separa los componentes celulares basados en su densidad.
Su gran reconocimiento fue recibir el Premio Nobel en 1974, por ensanchar el conocimiento de las células. Compartió el Premio Nobel con sus estudiantes George Palade y Christian de Duve.